# میوه‌خورک گلوآتشی
میوه‌خورک گلوآتشی (نام علمی: Pipreola chlorolepidota) نام یک گونه از سرده میوه‌خورک است.